# リードセレクタ
メカニカル・フィルター は、特定の電波の周波数においてフィルタ回路として使用される信号処理フィルターである。信号周波数の領域のみを通過させ、他の周波数領域をブロックする。

## メカニカル・フィルター
電気信号の入り口と出口にトランスデューサーがあり、トランスデューサーは、入り口で電気信号をそのアナログである機械的な振動に変換し、出口では逆に機械的な振動を電気信号に変換する。フィルターは、機械的な振動に対して作用する方式のため、メカニカル・フィルターと呼ばれる。振動板の形状には様々なものがある。

## リードセレクタ
リードセレクタは、メカニカル・フィルターのうち、低周波フィルタを指す。リードフィルタ、リード共振子、マイクロフォークとも言う。
オルゴールの中にある振動板（リード (楽器)参照）と似た形をしているもので、長さの異なる振動板の共振を利用して特定の周波数の信号を分離することができる。欠点は振動や温度変化に比較的弱く、構造上小型化が難しく、使用する帯域が低周波に限られる点である。
かつてはタクシー無線等で使われるFM無線機のトーンスケルチで用いられ、特定の無線機を呼び出したり、ラジコンの制御に使われた。その後、IC技術の発展により、まったく同じ機能がICで実現できるようになったので、急速に使われなくなった。
最近のMEMSにより同様の原理で作動するフィルタの研究もあり、再び形を変えて復活する可能性もある。